# Habronestes grimwadei
Habronestes grimwadei là một loài nhện trong họ Zodariidae.
Loài này thuộc chi Habronestes. Habronestes grimwadei được Dunn miêu tả năm 1951.